# Liang Wenfeng
Liang Wenfeng (en xinès 梁文锋, pinyin Liáng Wénfēng; nascut el 1985) és un empresari i empresari xinès que és el cofundador del fons de cobertura quantitatiu High-Flyer, així com el fundador i CEO del seu braç d'intel·ligència artificial DeepSeek.

## Primera vida i educació
Liang va néixer el 1985 a Zhanjiang, Guangdong. Els seus pares eren tots dos mestres de primària.
Educat a la Universitat de Zhejiang, Liang va rebre una llicenciatura en enginyeria de la informació electrònica el 2007 i un màster en enginyeria en enginyeria de la informació i la comunicació el 2010. La seva tesi de màster es va titular "Recerca sobre algorisme de seguiment d'objectius basat en càmera PTZ de baix cost" (基于低成本PTZ摄像机的目标跟踪算法研究), assessorat pel professor Xiang Zhiyu (项志宇).

## Carrera
El 2008, Liang va formar un equip amb els seus companys de classe per acumular dades relacionades amb els mercats financers. També va dirigir l'equip per explorar el comerç quantitatiu mitjançant l'aprenentatge automàtic i altres tecnologies. En aquest moment, la crisi financera de 2007-2008 estava en el seu punt àlgid.
Després de la seva graduació, Liang es va traslladar a un pis barat a Chengdu, Sichuan, on va experimentar amb maneres d'aplicar la IA a diversos camps. Aquestes empreses van fracassar fins que va intentar aplicar la IA al finançament.
El 2013, Liang va intentar integrar la intel·ligència artificial amb el comerç quantitatiu i va fundar Hangzhou Yakebi Investment Management Co Ltd (杭州雅克比投资管理有限公司) amb Xu Jin, un antic alumne de la Universitat de Zhejiang. El 2015, van cofundar Hangzhou Huanfang Technology Co Ltd (杭州幻方科技有限公司), que és l'actual Zhejiang Jiuzhang Asset Management Co Ltd (浙江九章资产管理有限公司资产管理有陏理有鏸).
El febrer de 2016, Liang i dos companys d'enginyeria més van cofundar Ningbo High-Flyer Quantitative Investment Management Partnership (associació limitada) (宁波幻方量化投资管理合伙企业业（有限圉宁波幻方量化投资管理合伙企业（有限合伙（有限圉限).  L'equip va confiar en les matemàtiques i la IA per fer inversions.
El 2019, Liang va fundar High-Flyer AI que es dedicava a la investigació sobre algorismes d'IA i les seves aplicacions bàsiques. En aquest moment, High-Flyer en tenia més de 10 mil milions de iuans en actius sota gestió.
El 30 d'agost de 2019, Liang Wenfeng va pronunciar un discurs principal titulat "El futur de la inversió quantitativa a la Xina des de la perspectiva d'un programador" a la cerimònia de lliurament dels premis Golden Bull que va provocar debats acalorats. Liang va afirmar que el criteri per determinar què és quantitatiu o no quantitatiu és si la decisió d'inversió es pren per mètodes quantitatius o per persones. Els fons quantitatius no tenen gestors de carteres que prenen les decisions i, en canvi, només són servidors. També va afirmar que la missió d'High-Flyer és millorar l'eficàcia del mercat secundari de la Xina.
El febrer de 2021, es va publicar el llibre de Gregory Zuckerman The Man Who Solved the Market: How Jim Simons Launched the Quant Revolution. Liang va escriure el prefaci de l'edició xinesa del llibre on va afirmar que sempre que trobava dificultats a la feina, pensava en les paraules de Simons "Hi ha d'haver una manera de modelar els preus".
Durant el 2021, Liang va començar a comprar milers de GPU de Nvidia per al seu projecte secundari d'IA mentre executava High-Flyer. Alguns experts de la indústria ho van veure com les accions excèntriques d'un multimilionari que buscava una nova afició. Un dels socis comercials de Liang va dir que inicialment no es va prendre Liang seriosament i va descriure la seva primera reunió com veure un noi molt nerd amb un pentinat terrible que no podia articular la seva visió. Liang simplement va dir que volia construir alguna cosa i que serà un canvi de joc que els seus socis comercials pensaven que només era possible de gegants com ByteDance i Alibaba Group.
El maig de 2023, Liang va anunciar que hi hauria un desenvolupament d'intel·ligència general artificial i va llançar DeepSeek. Durant aquest mes, en una entrevista amb 36Kr, Liang va declarar que High-Flyer havia adquirit 10.000 GPU Nvidia A100 abans que el govern dels Estats Units imposes restriccions de xip d'IA a la Xina. Això va establir les bases perquè DeepSeek funcionés com a desenvolupador LLM. També va dir que DeepSeek rep finançament d'High-Flyer. Això va ser perquè quan es va fundar DeepSeek, les empreses de capital risc es mostraven reticents a proporcionar finançament, ja que era poc probable que pogués generar una sortida en un curt període. Com que l'objectiu era a llarg termini, DeepSeek va buscar empleats que tinguessin habilitat i passió més que experiència.
El juliol de 2024, 36Kr va tornar a entrevistar a Liang. Va afirmar que quan es va llançar DeepSeek V2 i va desencadenar una guerra de preus de l'IA a la Xina, va ser una gran sorpresa, ja que l'equip no esperava que els preus fossin tan sensibles. També va afirmar que a mesura que l'economia de la Xina es desenvolupi, s'hauria de convertir gradualment en un col·laborador en lloc de fer freeride. El que li falta a la innovació de la Xina no és capital, sinó manca de confiança i coneixement per organitzar-hi el talent. DeepSeek no ha contractat ningú especialment especial i els empleats solen tenir formació local. Quan es tracta de tecnologies disruptives, els enfocaments de codi tancat només poden retardar temporalment els altres a posar-se al dia.
El 20 de gener de 2025, Liang va ser convidada al Simposi amb experts, emprenedors i representants dels camps de l'educació, la ciència, la cultura, la salut i l'esport (专家、企业家和教科文卫体等领域代表座谈会代谈企业家和教体等领域代谈企Qiang a Pequín. A Liang, considerat un expert del sector, se li va demanar que proporcionés opinions i suggeriments sobre l'informe anual de treball del govern de 2024.
DeepSeek va publicar R1, un model d'IA de raonament de codi obert de 671.000 milions de paràmetres, juntament amb la publicació d'un document tècnic detallat que explica la seva arquitectura i metodologia de formació. El model es va construir amb només 2.048 GPU Nvidia H800 amb un cost de 5,6 milions de dòlars, mostrant un enfocament eficient amb els recursos que contrastava fortament amb els pressupostos de mil milions de dòlars dels competidors occidentals. El 27 de gener, DeepSeek va superar ChatGPT per convertir-se en l'aplicació gratuïta número 1 a l'App Store d'iOS dels EUA. A més, les accions nord-americanes van caure en picat i es van esborrar més d'1 bilió de dòlars de capitalització de mercat enmig del pànic per DeepSeek.